# Первое радио 89.1FM
«Первое радио 89.1FM»(ивр פרוויה רדיו) — первая русскоязычная, официальная музыкальная, коммерческая радиостанция в Израиле. Появилась в эфире 14 октября 2001 года.
Время вещания: 7:00 — 23:00 ежедневно. Вещание осуществляется в FM-диапазоне, через спутниковое и кабельное ТВ, а также в сети и через приложение.

## Аудитория
Русскоязычное население страны разных социальных слоёв. Средний возраст радиослушателей — 25-55 лет. Из них около 53 % мужчин и 47 % женщин. Около 280.000 радиослушателей по всей стране каждый день.

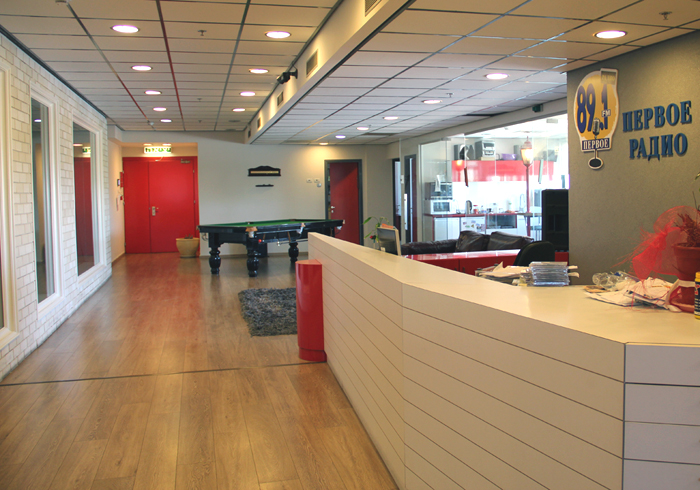

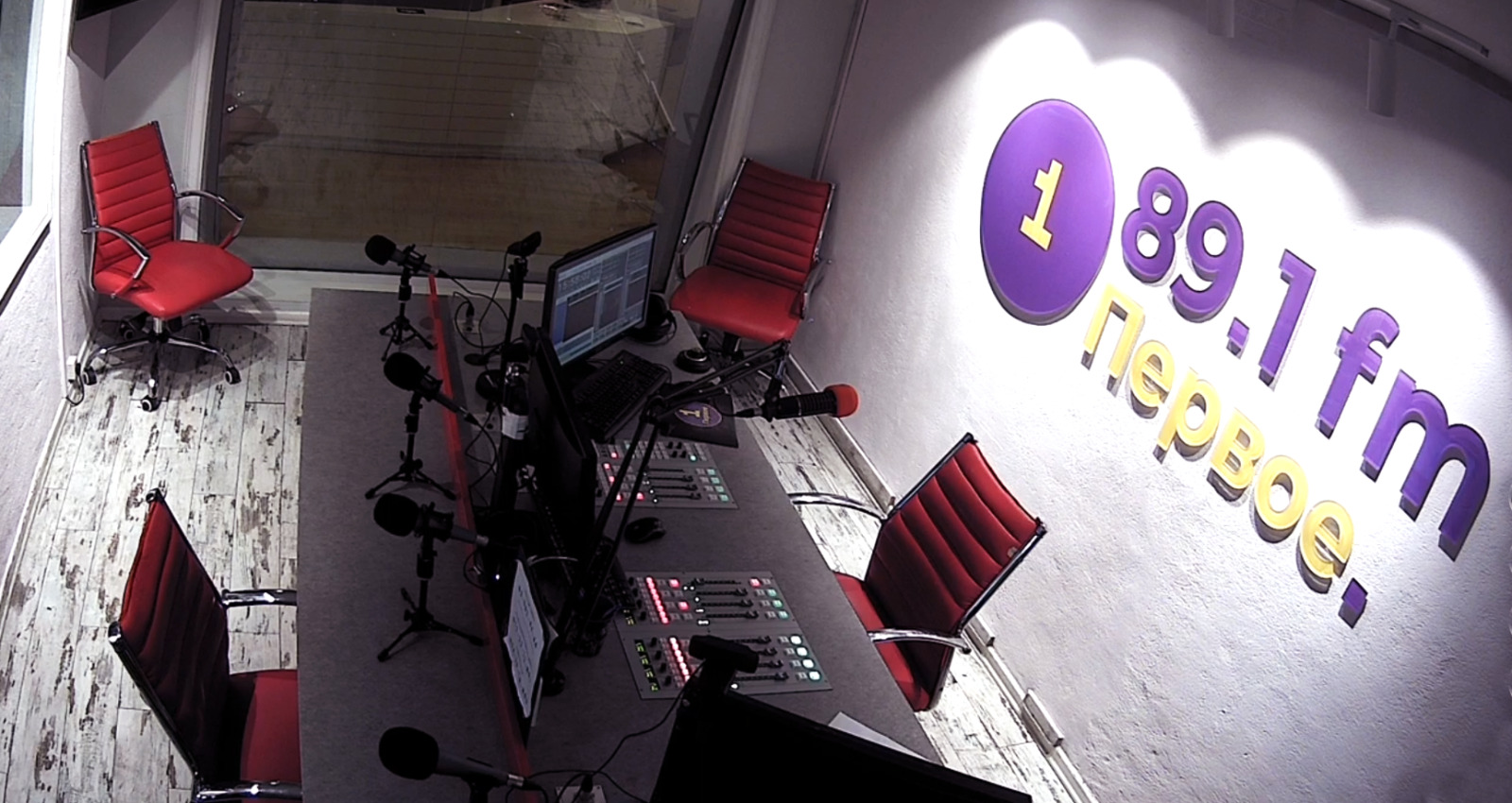
Студия Первого радио 89.1fm

## Программы эфира
- «Прогрев Шоу»
- «Колесо обозрения»
- «Время Романовой»
- «ПМ»
- «Прямой ответ»
- «Снова Вергунова»
- «Вопрос ребром»
- «Без выгоды»
- «Тема дня»
- «Детали»
- «101-й км»
- «Гостиный двор»
- «Картина маслом»
- «Фафа, ляля»
- «Шестая передача»
- «Топ-Спорт»
- «Хит-парадио»
- «До и после любви»
- «Персона грата»
- «Идеальный выходной»
- «Музыкальная чайхана»
- «Город Диско»
- «Субботнее утро»
- «В нерабочий полдень»
- «Шавуа тов»
- «Вечер.com»
- «Савино утро»
- «НЕ по ФРЕЙДУ»
- «Ханин день»
- «Мужчины не плачут»
- «Белая карта»

## Рубрики
- «Чистая правда»
- «Есть повод»
- «Chill Out»
- «Худ. Совет»
- «Время служить»
- «Гугль — Мугль»
- «Полный вперёд»
- «Минута добра»
- «Сундук Баха»
- «Культурный антракт»
- «Дорожная проза»
- «Дикие и домашние»

## Команда Первого радио
1. Диджеи и Ведущие программ:
  - Влад Зерницкий (главный редактор), Яна Романова (музыкальный редактор), Павел Маргулян, Екатерина Вергунова, Эли Швидлер, Игорь Рубин,  Алина Д’арк, Андрей Смертенко, Милан Левитин, Владимир (Сава) Савостов, Владлена Прешель, Кристина Кипнис, Андрей Ежов, Анна Розина, Инеса Лефи, Эммануэль Сулейманов, Андрей Оренштейн, Александр Солнцев, Игорь Красковский, Марианна Беленькая.
2. Ведущие новостной службы:
  - Марк Кричевский (руководитель информационного отдела), Светлана Карабут, Евгений Забежинский, Лидия Топельберг.
3. Продюсер эфира:
  - Екатерина Вергунова
  - Татьяна Гершаник
4. Технические службы:
  - Милан Левитин (звукорежиссёр), Вячеслав Быстрицкий (директор технического отдела)
5. Переводчик — синхронист:
  - Лев Каплунов
6. Рекламная служба:
  - Дмитрий Купер
  - Игорь Красковский
  - Захар Рабин
  - Григорий Шторм (диктор рекламной службы)
7. Главный редактор сайта:
  - Ольга Григорьева[2]

## Кабельное и спутниковое вещание
Эфир транслируется на телевизионных платформах: спутниковое TV «YES», кабельное TV «HOT» интернет телевидение «KARTINA TV», «REDMAX TV» и Telecola TV

## Пресса
- Первое радио отмечает 16-летие
- Интервью с главным редактором Первого радио 89,1 FM Владом Зерницким
- Либерман и Киркоров поздравили «Первое радио». Архивировано 11 июня 2012 года.
- Первое радио | Блог Ботинок
- «ВЕСТИ» поздравила Первое радио